# Бужинія
Бужинія (хорв. Bužinija) — населений пункт у Хорватії, в Істрійській жупанії у складі міста Новиград.

## Населення
Населення за даними перепису 2011 року становило 936 осіб.
Динаміка чисельності населення поселення:

## Клімат
Середня річна температура становить 13,68 °C, середня максимальна – 27,12 °C, а середня мінімальна – -0,59 °C. Середня річна кількість опадів – 927 мм.
| Клімат поселення                              | Клімат поселення | Клімат поселення | Клімат поселення | Клімат поселення | Клімат поселення | Клімат поселення | Клімат поселення | Клімат поселення | Клімат поселення | Клімат поселення | Клімат поселення | Клімат поселення | Клімат поселення |
| Показник                                      | Січ.             | Лют.             | Бер.             | Квіт.            | Трав.            | Черв.            | Лип.             | Серп.            | Вер.             | Жовт.            | Лист.            | Груд.            |                  |
| Середній максимум, °C                         | 9,71             | 10,71            | 13,90            | 17,23            | 22,58            | 26,10            | 27,12            | 27,05            | 22,61            | 17,91            | 12,76            | 9,14             |                  |
| Середня температура, °C                       | 4,57             | 5,56             | 8,77             | 12,10            | 17,43            | 20,97            | 23,48            | 23,42            | 18,98            | 14,27            | 9,14             | 5,50             |                  |
| Середній мінімум, °C                          | −0,59            | 0,42             | 3,63             | 6,95             | 12,28            | 15,81            | 19,84            | 19,79            | 15,33            | 10,64            | 5,50             | 1,87             |                  |
| Норма опадів, мм                              | 63               | 52               | 65               | 73               | 72               | 83               | 56               | 81               | 97               | 106              | 99               | 80               |                  |
| Середньомісячна швидкість вітру, м/с          | 2.19             | 2.42             | 2.51             | 2.53             | 2.28             | 2.20             | 2.19             | 2.15             | 2.19             | 2.40             | 2.46             | 2.32             |                  |
| Середньомісячна сонячна радіація, кДж/м²·день | 4401             | 7399             | 10702            | 15274            | 19410            | 21279            | 22174            | 19013            | 14018            | 8977             | 4896             | 3757             |                  |
| --------------------------------------------- | ---------------- | ---------------- | ---------------- | ---------------- | ---------------- | ---------------- | ---------------- | ---------------- | ---------------- | ---------------- | ---------------- | ---------------- | ---------------- |
| Джерело:                                      |                  |                  |                  |                  |                  |                  |                  |                  |                  |                  |                  |                  |                  |